# 조구가
조구가 또는 조구 왕가는 1928년부터 1939년까지 알바니아 왕국을 통치했던 가문이다.
20세기 초로 거슬러 올라가는 알바니아 왕조이다. 가문은 초대 대통령이자 단명한 현대 알바니아 왕국에 유일한 군주인 알바니아의 조구 1세(1928–1939)를 탄생시켰다.